# بخش گوا جنوبی
بخش گوا جنوبی (به انگلیسی: South Goa district) یک منطقهٔ مسکونی در هند است که در گوا واقع شده‌است. بخش گوا جنوبی ۱٬۹۶۶ کیلومتر مربع مساحت و ۶۴۰٬۵۳۷ نفر جمعیت دارد.